# Người Muisca

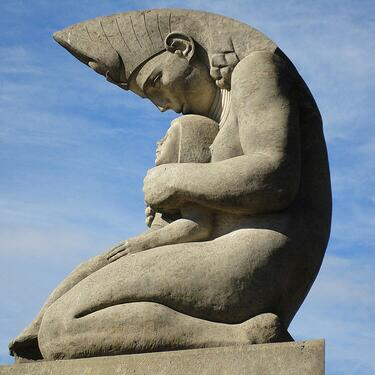
Vị nữ thần Chia

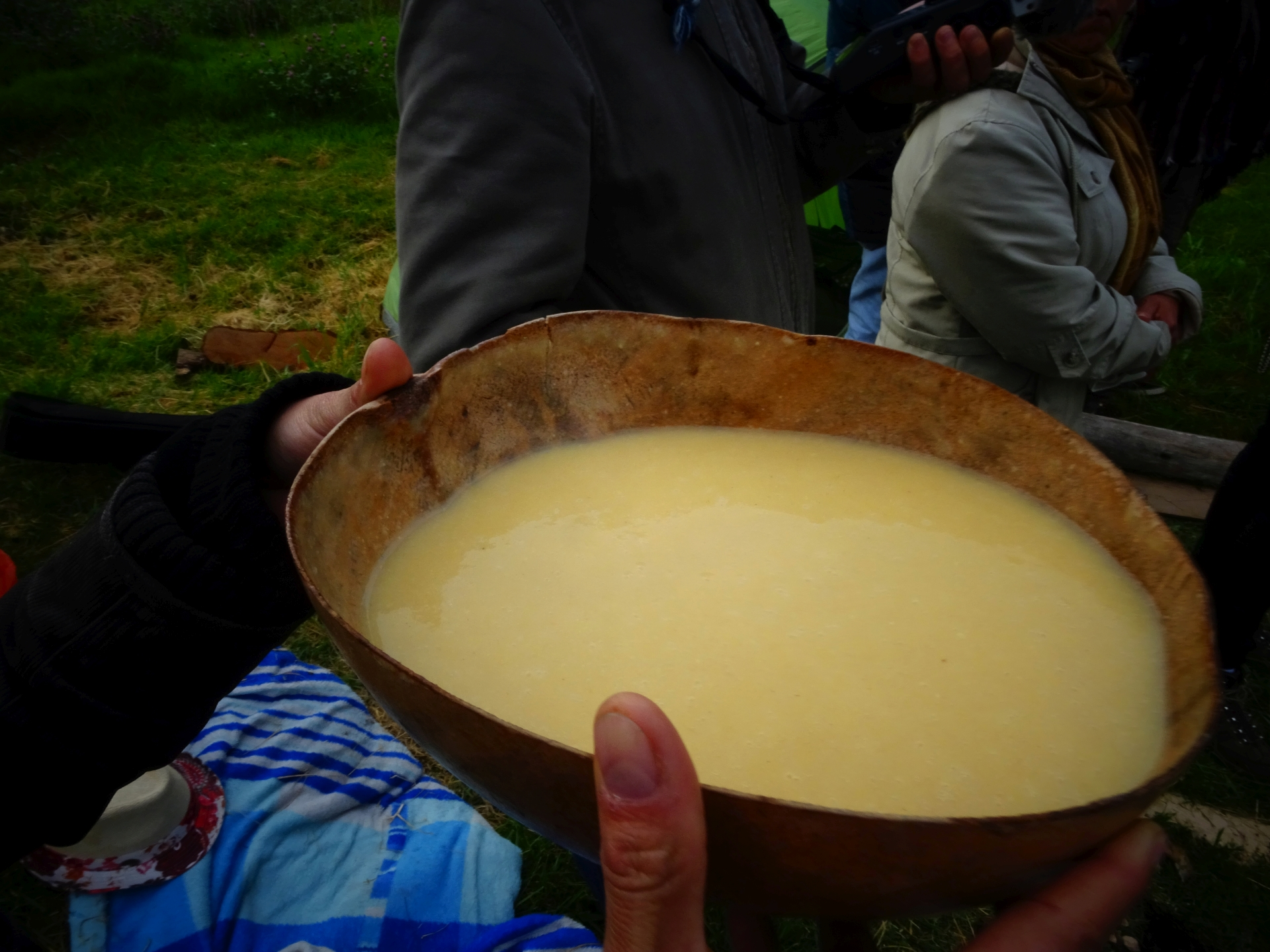
Đồ uống của người da đỏ

Người Muisca (còn gọi là Chibcha) là một dân tộc da đỏ bản địa Nam Mỹ và chủ nhân của nền văn hóa của Altiplano Cundiboyacense ở Colombia, họ đã thành lập Liên minh Muisca trước cuộc chinh phục của Tây Ban Nha. Người dân Muisca nói tiếng Muysccubun là một ngôn ngữ thuộc ngữ hệ Chibchan, còn được gọi là Muysca và Mosca. Họ đã chạm trán với những kẻ chinh phục (Conquistador) do Đế chế Tây Ban Nha cử đến vào năm 1537 tại thời điểm diễn ra cuộc chinh phạt. Các nhóm nhỏ của người Muisca hầu hết được khẳng định lòng trung thành của họ với ba nhà cai trị vĩ đại gồm: Zipa hay Hoa hay Zaque trú ngự ở Hunza đã cai trị một lãnh thổ gần như bao phủ Boyacá và nam Santander ở phía nam và đông bắc hiện đại; nhà cai trị Psihipqua trú ngự ở Muyquytá và bao gồm hầu hết Cundinamarca hiện đại, phía tây Llanos; và nhà cai trị Iraca nhà lãnh đạo tinh thần tôn giáo của Suamox và vùng đông bắc hiện đại Boyacá và tây nam Santander. Kiến thức về các sự kiện cho đến năm 1450 chủ yếu bắt nguồn từ bối cảnh thần thoại, nhưng nhờ Biên niên sử Tây Ấn có những mô tả về giai đoạn cuối cùng của lịch sử Muisca, trước khi người Tây Ban Nha đến.
Lãnh thổ của người Muisca trải rộng trên diện tích khoảng 25.000 km2 (9.700 dặm vuông Anh) từ phía bắc Boyacá đến Sumapaz Páramo và từ các đỉnh đến phần phía tây của Dãy núi phía Đông. Lãnh thổ của họ giáp với các vùng đất của Panche ở phía tây, Muzo ở phía tây bắc, Guane ở phía bắc, Lache ở phía đông bắc, Achagua ở phía đông và Sutagao ở phía nam. Vào thời điểm người Tây Ban Nha xâm lược, khu vực này có dân số đông, mặc dù số lượng cư dân chính xác vẫn chưa được biết. Các ước tính khác nhau từ 500.000 đến hơn 3 triệu dân. Nền kinh tế của họ dựa trên nông nghiệp, khai thác muối, thương mại, gia công kim loại và sản xuất. Do nằm dưới sự thuộc địa của Tây Ban Nha, dân số của Muisca đã giảm mạnh và hòa nhập vào dân số nói chung. Hậu duệ của ngừoi Muisca thường được tìm thấy ở các đô thị nông thôn bao gồm Cota, Chiaa, Tenjo, Suba, Engativá, Tocancipá, Gachancipá và Ubaté Một cuộc điều tra dân số của Bộ Nội vụ năm 2005 báo cáo có tổng cộng 14.051 người Muisca ở Colombia. Những người đóng góp quan trọng cho kiến thức về Muisca là người chinh phục chính của họ, Gonzalo Jiménez de Quesada là nhà thơ, người lính và linh mục người Tây Ban Nha Juan de Castellanos (thế kỷ 16); giám mục Lucas Fernández de Piedrahita và Franciscan Pedro Simón (thế kỷ 17); và Javier Ocampo López và Gonzalo Correal Urrego (gần đây). 